# Корі Шнайдер
Корі Франклін Шнайдер (англ. Cory Franklin Schneider; 18 березня 1986, м. Марблгед, США) — американський хокеїст, воротар. Виступає за «Нью-Джерсі Девілс» у Національній хокейній лізі (НХЛ).
Виступав за Бостонський коледж (NCAA), «Манітоба Мус» (АХЛ), «Ванкувер Канакс», ХК «Амбрі-Піотта».
В чемпіонатах НХЛ — 212 матчів, у турнірах Кубка Стенлі — 10 матчів.
У складі національної збірної США учасник чемпіонату світу 2007 (0 матчів). У складі молодіжної збірної США учасник чемпіонатів світу 2005 і 2006. У складі юніорської збірної США учасник чемпіонату світу 2004.

## Досягнення та нагороди
- Срібний призер юніорського чемпіонату світу (2004)

- Трофей Вільяма М. Дженнінгса (2011; разом з Роберто Луонго)
- Пам'ятна нагорода База Бастьєна (2009)
- Пам'ятна нагорода Гаррі Голмса (2009)